# Lucruri prețioase
Lucruri prețioase (denumire originală Needful Things) este un roman de Stephen King publicat inițial de editura Viking în 1991.

## Ecranizări
- Suflete de vânzare (Needful Things) (1993), regia Fraser C. Heston, cu Max von Sydow, Ed Harris și Bonnie Bedelia.